# Język mbala
Język mbala, także: gimbala, rumbala, kimbala, mnala – język z rodziny bantu, używany w Demokratycznej Republice Konga. W 1972 roku liczba mówiących wynosiła ok. 200 tys.